# Upplands runinskrifter 457
Upplands runinskrifter 457 är en vikingatida runsten av en grå kornig stenart i Skråmsta, Haga socken och Sigtuna kommun. U 457 är 1,65 meter hög och har en största bredd av 1 meter. Runhöjden är vanligen tio centimeter. Stenen restes på sin nuvarande plats 1940. Dess ursprungliga plats är osäker.

## Svarthövde och hans släkt
Runstenarna U 457, U 458 och U 459 har rests av samma ätt. Genom ristningarna på de tre stenarna blir tre släktled kända:
Svarthövde var gift med Torgunn. De fick (åtminstone) två barn, Anund och Est. Est, i sin tur, hade sonen Saxe.

## Inskriften
Translitterering av runraden:
× suarthofþi : let : reisa : stein : þentsa : eftiʀ : onut : sun : sin : kuþ : hialbi : at · hans : auk : alum · kristnum
Normalisering till runsvenska:
Svarthaufði let ræisa stæin þennsa æftiʀ Anund, sun sinn. Guð hialpi and hans ok allum kristnum.
Översättning till nusvenska:
Svarthövde lät resa denna sten efter Anund, sin son. Gud hjälpe hans ande och alla kristna.